# Jagdstaffel 33
La Jagdstaffel 33 (in tedesco: Königlich Preußische Jagdstaffel Nr 33, abbreviato in Jasta 33) era una squadriglia (staffel) da caccia della componente aerea del Deutsches Heer, l'esercito dell'Impero tedesco, durante la prima guerra mondiale (1914-1918).

## Storia
La Jagdstaffel 33 venne creata al FEA (Fliegerersatz-Abteilung) 3 Gotha il 14 dicembre 1916 e mobilitata il 1º marzo 1917 sotto il controllo della Armee-Abteilung A. La squadriglia venne assegnata a supporto della 4ª Armata il 22 aprile 1917 e due giorni dopo conseguì la sua prima vittoria. Lo stesso giorno però perse per la prima volta un pilota in combattimento.
Nell'ambito delle mutevoli tattiche tedesche basate sulla concentrazione della forza aerea, nell'agosto 1917 la squadriglia venne incorporata nel Jagdgruppe II insieme alle Jagdstaffeln 7, 29 e 35 sotto il comando di Otto Schmidt. Un anno dopo la Jasta 33 venne accorpata al Jagdgruppe 7 insieme alle Jagdstaffeln 28, 57 e 58 sotto il comando di Emil Thuy ed assegnata a supporto della 17ª Armata fino alla fine della guerra.
Il Leutnant Carl-August von Schoenebeck fu l'ultimo Staffelführer (comandante) della Jagdstaffel 33 dall'11 luglio 1918 fino alla fine della guerra. La squadriglia venne sciolta definitivamente nel dicembre del 1918.
Alla cessazione delle ostilità, la Jasta 33 aveva conseguito un totale di 46 vittorie, anche se i dati non sono confermati per molte incompletezze nei registri della squadriglia a partire dall'agosto del 1918. Le perdite della squadriglia ammontarono a 6 piloti uccisi, 7 feriti in combattimento e 1 ferito in incidente aereo.

## Lista dei comandanti della Jagdstaffel 33
Di seguito vengono riportati i nomi dei piloti che si succedettero al comando della Jagdstaffel 33.
| Grado        | Nome                        | Periodo                           |
| ------------ | --------------------------- | --------------------------------- |
| Oberleutnant | Heinrich Lorenz             | 4 marzo 1917 - 15 giugno 1917     |
|              | Johann Hesselink            | 18 giugno 1917 - 14 luglio 1917   |
| Oberleutnant | Heinrich Lorenz             | 14 luglio 1917 - 24 giugno 1918   |
| Leutnant     | Carl-August von Schoenebeck | 11 luglio 1918 - 11 novembre 1918 |

## Lista delle basi utilizzate dalla Jagdstaffel 33
- Gotha, Germania
- Bühl, Saarburg
- Villers-au-Tertre, Francia: 22 aprile 1917 – ?
- Guise, Francia
- Bavinchove, Francia
- Wynghene
- Sierenz-Muhlhausen, Germania
- Burscheid, Germania
- Bühl: febbraio 1918 – ?
- Roucourt
- Ascq, Francia
- Lomme-Lille, Francia: aprile 1918 – ?
- Halluin, Francia
- Ennemain, Francia
- Neuflize, Francia: luglio 1918 – agosto 1918
- Cantin, Francia: agosto 1918 – ?
- Beuvry, Francia
- Chièvres, Belgio
- Champles, Belgio: 4 novembre 1918 – ?

## Lista degli assi che hanno prestato servizio nella Jagdstaffel 33
Di seguito vengono elencati i nomi dei piloti che hanno prestato servizio nella Jagdstaffel 33 con il numero di vittorie conseguite durante il servizio nella squadriglia e riportando tra parentesi il numero di vittorie aeree totali conseguite.
| Asso                        | Vittorie |
| --------------------------- | -------- |
| Emil Schäpe                 | 17 (18)  |
| Carl-August von Schoenebeck | 4 (8)    |
| Heinrich Lorenz             | 4 (5)    |
| Robert Heibert              | 1 (13)   |
| Kurt Jacob                  | 1 (7)    |

## Lista degli aerei utilizzati dalla Jagdstaffel 33
- Fokker Dr.I
- Fokker D.VII